# 埃文·卡梅伦·布鲁斯
埃文·卡梅倫·布魯斯（英語：Ewen Cameron Bruce，1890年11月10日—1925年4月16日）是一名英國陸軍軍官，第一次世界大戰期間在機槍軍（ 1917年7月起為坦克軍）重型部隊服役。1917 年 7 月，在梅西訥戰役中，他在猛烈炮火下搶救坦克，表現出顯著的英勇和忠於職守，並因此被授予軍事十字勳章，這場戰鬥導致他因槍傷失去了左臂。